# A2200 road
Die A2200 war eine Class-I-Straße, die 1922 im Stadtgebiet London mit der namentlichen Bezeichnung „Link at Tower Bridge“ festgelegt wurde. Es handelte sich dabei um den westlichen Abschnitt der Queen Elizabeth Street. Heute weist sie keine Klassifizierung mehr auf.